# كارلو ريفا
كارلو ريفا (بالإيطالية: Carlo Riva)‏ هو مهندس إيطالي، ولد في 24 فبراير 1922 في Sarnico ‏ في إيطاليا، وتوفي في 10 أبريل 2017 في مقاطعة بيرغامو في إيطاليا.